# (6405) Komiyama
(6405) Komiyama (1992 HJ) – planetoida z pasa głównego asteroid okrążająca Słońce w ciągu 3,41 lat w średniej odległości 2,26 j.a. Odkryta 30 kwietnia 1992 roku.